# Immeuble au 3, rue des Jardins à Sainte-Marie-aux-Mines
L'immeuble au 3, rue des Jardins est un monument historique situé à Sainte-Marie-aux-Mines, dans le département français du Haut-Rhin.

## Localisation
Ce bâtiment est situé au 3, rue des Jardins et au 3, rue de l'Hôpital à Sainte-Marie-aux-Mines.

## Historique
L'édifice fait l'objet d'une inscription au titre des monuments historiques depuis 1934.